# Emily Kristine Pedersen
Emily Kristine Pedersen (født 7. marts 1996) er en dansk golfspiller. Hun fik sit store internationale gennembrud i efteråret 2020, hvor hun vandt tre turneringer i træk og fire i alt på Ladies European Tour, og hun blev dermed samlet vinder af denne turnering. Hun blev samtidig den første danske golfspiller, der har vundet tre turneringer i træk.

## Tidlig karriere
Pedersen startede som golfspiller som 10-årig på baggrund af sin fars fødselsdagsgave, som var et medlemskab af Smørum Golfklub. Hun deltog i sin første pigeturnering i 2008 som 12-årig og kom allerede samme år på det danske juniorlandshold.
Det første store resultat blev opnået i juni 2010, hvor hun som 14-årig vandt Danmarksmesterskabet i hulspil for seniorer foran Daisy Nielsen efter omspil.
Pedersen har fremhævet kammeratskabet og den store konkurrence, blandt andet fra veninden Nanna Koerstz Madsen i Smørum Golfklub, som en stor motivationsfaktor for hendes tidlige succes.
Efterfølgende er Pedersens placering på DGU’s Junior Ranglisten for piger baseret på de turneringer, som hun deltog i junior-årene.
| År   | Ranglisteplacering | Antal turneringer | Bedste placering | Top 10 placeringer | Bemærkninger                             |
| ---- | ------------------ | ----------------- | ---------------- | ------------------ | ---------------------------------------- |
| 2008 | 26                 | 16                | 2                | 9                  | [ 4 ]                                    |
| 2009 | 12                 | 21                | 1                | 17                 | 4 turneringssejre                        |
| 2010 | 1                  | 17                | 1                | 14                 | 5 turneringssejre, herunder DM i hulspil |
| 2011 | 5                  | 16                | 1                | 13                 | 2 turneringssejre                        |
| 2012 | 1                  | 19                | 1                | 13                 | 3 turneringssejre                        |
| 2013 | 1                  | 13                | 1                | 13                 | 3 turneringssejre                        |
| 2014 | 1                  | 2                 | 2                | 2                  | [ 10 ]                                   |

## Amatørtiden
Pedersen valgte den fire-årige gymnasiale Team Danmark linje på Falkonergårdens Gymnasium og HF-kursus på Frederiksberg og havde planer om at færdiggøre uddannelsen, før der for alvor satses på golfspillet. Men en kvalifikation til det øverste niveau for professionelle ved indgangen til 2015 ændrede en smule ved prioriteringen, således Pedersen satsede på både uddannelse og golf i det første halvår af 2015.
På den kombinerede damer/juniorpiger rangliste, der rangerer den danske amatørelite, som primært spiller turneringer i Danmark, viser nedenstående tabel Emily Kristine Pedersens placering gennem amatørkarrieren.
| År   | Ranglisteplacering | Antal tællende runder | Bemærkninger |
| ---- | ------------------ | --------------------- | ------------ |
| 2008 | 62                 | 2                     | [ 11 ]       |
| 2009 | 43                 | 2                     | [ 12 ]       |
| 2010 | 4                  | 13                    | [ 13 ]       |
| 2011 | 7                  | 15                    | [ 14 ]       |
| 2012 | 2                  | 19                    | [ 15 ]       |
| 2013 | 3                  | 13                    | [ 16 ]       |
| 2014 | 2                  | 7                     | [ 17 ]       |

Efter 2013 sæsonen sluttede Pedersen på førstepladsen på den europæiske amatørrangliste, der er baseret på World Amateur Golf Ranking.

### Danmarksturneringen for hold
Pedersen debuterede på Smørum Golfklubs første dameseniorhold i 2009 som 13-åring og har spillet fast på holdet lige siden. Den første sæson spillede hun kun foursome med forskellige makkere, men fra 2010 spillede hun både single og foursome, og det var også dette år, hvor hun blev parret med sin senere faste makker Nanna Koerstz Madsen. Dette par har spillet 28 kampe sammen til og med 2014. De har vundet de 27 kampe og spillet 1 kamp uafgjort, hvilket betyder, at parret er ubesejret i Danmarksturneringen.
Med Pedersen og Nanna Koerstz Madsen på holdet har Smørum Golfklub vundet Danmarksmesterskabet i 2010, 2011, 2013 og 2014. I 2012 var Smørum Golfklub også i finalen, der efter et uafgjort resultat blev afgjort på omspil mellem Emily Kristine Pedersen og Nicole Brock Larsen. Nicole Brock Larsen vandt på det 4. omspilshul.
Smørum Golfklub genvandt Danmarksmesterskabet i 2014 uden Pedersen på holdet i finaleweekenden. Pedersen var optaget af at spille Junior Ryder Cup.
Herunder er Emily Kristine Pedersens kampe i Danmarksturneringen for hold.
| Danmarksturneringen for hold | Danmarksturneringen for hold | Danmarksturneringen for hold | Danmarksturneringen for hold | Danmarksturneringen for hold | Danmarksturneringen for hold | Danmarksturneringen for hold | Danmarksturneringen for hold                           | Danmarksturneringen for hold |
| År                           | Dato                         | Turnering                    | Modstander hold              | Resultat hold                | Format                       | Makker                       | Modstander                                             | Resultat                     |
| ---------------------------- | ---------------------------- | ---------------------------- | ---------------------------- | ---------------------------- | ---------------------------- | ---------------------------- | ------------------------------------------------------ | ---------------------------- |
| 2009                         | 16. maj                      | 1. division Øst, pulje 2     | Roskilde                     | Vundet (6 - 3)               | Foursome                     | Line Søby                    | Sara Lyngsøe – Johanne Heidebo Svendsen                | Tabt (2/1)                   |
| 2009                         | 17. maj                      | 1. division Øst, pulje 2     | Sorø                         | Vundet (7 - 2)               | Foursome                     | Heidi Sylvest                | Maj Vinther – Henriette Nielsen                        | Vundet (6/4)                 |
| 2009                         | 6. juni                      | 1. division Øst, pulje 2     | Hedeland                     | Vundet (6 - 3)               | Foursome                     | Heidi Sylvest                | Rikke Rasmussen – Malene Krølbøll                      | Tabt (4/3)                   |
| 2009                         | 7. juni                      | 1. division Øst, pulje 2     | Roskilde                     | Vundet (9 - 0)               | Foursome                     | Charlotte Kring Lorentzen    | Sara Lyngsøe – Alexnadra Bernard                       | Vundet (10/8)                |
| 2009                         | 8. august                    | 1. division Øst, pulje 2     | Hedeland                     | Vundet (5 - 4)               | Foursome                     | Charlotte Kring Lorentzen    | Henriette Krøyer – Dorthe Willumsen                    | Vundet (7/6)                 |
| 2009                         | 9. august                    | 1. division Øst, pulje 2     | Sorø                         | Vundet (5 - 4)               | Foursome                     | Charlotte Kring Lorentzen    | Maj Vinther – Louise Ferslev                           | Vundet (5/4)                 |
| 2009                         | 13. september                | Oprygningskamp               | Skovlunde/Herlev             | Vundet (8 - 1)               | Single                       |                              | Sofie Koch-Palmund                                     | Uafgjort                     |
| 2010                         | 1. maj                       | Elitedivisionen Øst          | Rungsted                     | Vundet (8 - 4)               | Single                       |                              | Ann Sofi Eklund Schou                                  | Vundet (4/3)                 |
| 2010                         | 1. maj                       | Elitedivisionen Øst          | Rungsted                     | Vundet (8 - 4)               | Foursome                     | Mie Bøegh Leerhøj            | Ann Sofi Eklund Schou – Lisbeth Meincke                | Vundet (1 hul)               |
| 2010                         | 2. maj                       | Elitedivisionen Øst          | Asserbo                      | Tabt (5-7)                   | Single                       |                              | Carina Vagner                                          | Uafgjort                     |
| 2010                         | 2. maj                       | Elitedivisionen Øst          | Asserbo                      | Tabt (5-7)                   | Foursome                     | Heidi Sylvest                | Louise Wanning Tvede – Carina Vagner                   | Tabt (3/2)                   |
| 2010                         | 5. juni                      | Elitedivisionen Øst          | Hillerød                     | Vundet (10 - 2)              | Single                       |                              | Annesofie Krogsaa                                      | Vundet (3/2)                 |
| 2010                         | 5. juni                      | Elitedivisionen Øst          | Hillerød                     | Vundet (10 - 2)              | Foursome                     | Nanna Koerstz Madsen         | Camilla Søborg – Stine Dam Mikkelsen                   | Vundet (6/4)                 |
| 2010                         | 6. juni                      | Elitedivisionen Øst          | Asserbo                      | Vundet (10 - 2)              | Single                       |                              | Mira Arpe Bendevis                                     | Vundet (3/2)                 |
| 2010                         | 6. juni                      | Elitedivisionen Øst          | Asserbo                      | Vundet (10 - 2)              | Foursome                     | Nanna Koerstz Madsen         | Mette Brandt Nielsen – Julie Wanning Tvede             | Vundet (5/4)                 |
| 2010                         | 11. september                | DM semifinale                | Sønderjyske Eagles           | Vundet (9 - 3)               | Single                       |                              | Jeanette Petersen                                      | Vundet (1 hul)               |
| 2010                         | 11. september                | DM semifinale                | Sønderjyske Eagles           | Vundet (9 - 3)               | Foursome                     | Nanna Koerstz Madsen         | Helene Hviid Jørgensen – Sarah Abercromby              | Vundet (2/1)                 |
| 2010                         | 12. september                | DM finale                    | Hillerød                     | Vundet (9 - 3)               | Single                       |                              | Karen Margrethe Juul                                   | Vundet (5/4)                 |
| 2010                         | 12. september                | DM finale                    | Hillerød                     | Vundet (9 - 3)               | Foursome                     | Nanna Koerstz Madsen         | Nicole Broch Larsen – Karen Margrethe Juul             | Vundet (3/2)                 |
| 2011                         | 30. april                    | Elitedivisionen Øst          | Asserbo                      | Vundet (8 - 4)               | Single                       |                              | Katrine Kring Lorentzen                                | Vundet (3/2)                 |
| 2011                         | 30. april                    | Elitedivisionen Øst          | Asserbo                      | Vundet (8 - 4)               | Foursome                     | Nanna Koerstz Madsen         | Karen Marie Bertelsen – Pernille Nystrøm               | Vundet (6/5)                 |
| 2011                         | 1. maj                       | Elitedivisionen Øst          | Hillerød                     | Vundet (9 - 3)               | Single                       |                              | Karen Margrethe Juul                                   | Vundet (3/2)                 |
| 2011                         | 1. maj                       | Elitedivisionen Øst          | Hillerød                     | Vundet (9 - 3)               | Foursome                     | Nanna Koerstz Madsen         | Marie Louise Juul – Annesofie Krogsaa                  | Vundet (6/5)                 |
| 2011                         | 28. maj                      | Elitedivisionen Øst          | Asserbo                      | Vundet (9 - 3)               | Single                       |                              | Marie Ravn Laumann                                     | Vundet (5/4)                 |
| 2011                         | 28. maj                      | Elitedivisionen Øst          | Asserbo                      | Vundet (9 - 3)               | Foursome                     | Nanna Koerstz Madsen         | Carina Vagner – Mette Brandt Nielsen                   | Uafgjort                     |
| 2011                         | 29. maj                      | Elitedivisionen Øst          | Sorø                         | Vundet (10 - 2)              | Single                       |                              | Karen Marie Bertelsen                                  | Vundet (6/5)                 |
| 2011                         | 29. maj                      | Elitedivisionen Øst          | Sorø                         | Vundet (10 - 2)              | Foursome                     | Amanda Moltke-Leth           | Karen Marie Bertelsen – Pernille Nystrøm               | Vundet (6/4)                 |
| 2011                         | 10. september                | DM semifinale                | Sønderjyske Eagles           | Vundet (8 - 4)               | Single                       |                              | Jeanette Petersen                                      | Vundet (4/3)                 |
| 2011                         | 10. september                | DM semifinale                | Sønderjyske Eagles           | Vundet (8 - 4)               | Foursome                     | Nanna Koerstz Madsen         | Jeanette Petersen – Christine Holm Skylvad             | Vundet (2/1)                 |
| 2011                         | 11. september                | DM finale                    | Vejle                        | Vundet (8 - 4)               | Single                       |                              | Christine Sofie Duschek-Hansen                         | Uafgjort                     |
| 2011                         | 11. september                | DM finale                    | Vejle                        | Vundet (8 - 4)               | Foursome                     | Nanna Koerstz Madsen         | Marie Høgh Kristensen – Christine Sofie Duschek-Hansen | Vundet (3/2)                 |
| 2012                         | 28. april                    | Elitedivisionen Vest         | Breinholtgård                | Vundet (9 - 3)               | Single                       |                              | Laura Boe-Hansen                                       | Vundet (5/4)                 |
| 2012                         | 28. april                    | Elitedivisionen Vest         | Breinholtgård                | Vundet (9 - 3)               | Foursome                     | Nanna Koerstz Madsen         | Rikke Ahlmann Steckhahn Sørensen – Rikke Bernhard      | Vundet (5/4)                 |
| 2012                         | 29. april                    | Elitedivisionen Vest         | Sønderjylland                | Tabt (5-7)                   | Single                       |                              | Line Vedel Hansen                                      | Tabt (1 hul)                 |
| 2012                         | 29. april                    | Elitedivisionen Vest         | Sønderjylland                | Tabt (5-7)                   | Foursome                     | Nanna Koerstz Madsen         | Marie Lund-Hansen – Jeanette Petersen                  | Vundet (1 hul)               |
| 2012                         | 4. august                    | Elitedivisionen Vest         | Vejle                        | Vundet (8 - 4)               | Single                       |                              | Stephanie Bertelsen                                    | Uafgjort                     |
| 2012                         | 4. august                    | Elitedivisionen Vest         | Vejle                        | Vundet (8 - 4)               | Foursome                     | Nanna Koerstz Madsen         | Christine Sofie Duschek-Hansen – Astrid Kofod Trudslev | Vundet (1 hul)               |
| 2012                         | 5. august                    | Elitedivisionen Vest         | Sønderjylland                | Vundet (9 - 3)               | Single                       |                              | Marie Lund-Hansen                                      | Vundet (5 - 3)               |
| 2012                         | 5. august                    | Elitedivisionen Vest         | Sønderjylland                | Vundet (9 - 3)               | Foursome                     | Nanna Koerstz Madsen         | Camilla Nissen – Christine Holm Skylvad                | Vundet (5 - 4)               |
| 2012                         | 1. september                 | DM semifinale                | Asserbo                      | Vundet (8 - 4)               | Single                       |                              | Julie Wanning Tvede                                    | Tabt (6/5)                   |
| 2012                         | 1. september                 | DM semifinale                | Asserbo                      | Vundet (8 - 4)               | Foursome                     | Nanna Koerstz Madsen         | Louise Wanning Tvede – Mira Arpe Bendevis              | Vundet (2 huller)            |
| 2012                         | 2. september                 | DM finale                    | Hillerød                     | Uafgjort                     | Single                       |                              | Iben Tinning                                           | Tabt (4/3)                   |
| 2012                         | 2. september                 | DM finale                    | Hillerød                     | Uafgjort                     | Foursome                     | Nanna Koerstz Madsen         | Anne Larsson – Camilla Søborg                          | Vundet (6/5)                 |
| 2013                         | 27. april                    | Elitedivisionen Øst          | Simon´s                      | Vundet (7 - 5)               | Single                       |                              | Monica V. Christiansen                                 | Vundet (3/1)                 |
| 2013                         | 27. april                    | Elitedivisionen Øst          | Simon´s                      | Vundet (7 - 5)               | Foursome                     | Nanna Koerstz Madsen         | Monica V. Christiansen – Astrid Friborg                | Vundet (5/3)                 |
| 2013                         | 28. april                    | Elitedivisionen Øst          | Asserbo                      | Vundet (11 - 1)              | Single                       |                              | Lisa Holm                                              | Vundet (5/4)                 |
| 2013                         | 28. april                    | Elitedivisionen Øst          | Asserbo                      | Vundet (11 - 1)              | Foursome                     | Nanna Koerstz Madsen         | Lisa Holm – Mira Arpe Bendevis                         | Vundet (6/5)                 |
| 2013                         | 25. maj                      | Elitedivisionen Øst          | Hillerød                     | Uafgjort                     | Single                       |                              | Nicole Broch Larsen                                    | Tabt (4/3)                   |
| 2013                         | 25. maj                      | Elitedivisionen Øst          | Hillerød                     | Uafgjort                     | Foursome                     | Nanna Koerstz Madsen         | Iben Tinning – Fie Kjærgaard Olsen                     | Vundet (3/2)                 |
| 2013                         | 26. maj                      | Elitedivisionen Øst          | Simon´s                      | Vundet (8 - 4)               | Single                       |                              | Monica V. Christiansen                                 | Tabt (1 hul)                 |
| 2013                         | 26. maj                      | Elitedivisionen Øst          | Simon´s                      | Vundet (8 - 4)               | Foursome                     | Nanna Koerstz Madsen         | Monica V. Christiansen – Marie Louise Juul             | Vundet (4/3)                 |
| 2013                         | 3. august                    | Elitedivisionen Øst          | Hillerød                     | Vundet (7 - 5)               | Single                       |                              | Nicole Broch Larsen                                    | Tabt (2 huller)              |
| 2013                         | 3. august                    | Elitedivisionen Øst          | Hillerød                     | Vundet (7 - 5)               | Foursome                     | Nanna Koerstz Madsen         | Nicole Broch Larsen – Iben Tinning                     | Vundet (3/1)                 |
| 2013                         | 4. august                    | Elitedivisionen Øst          | Asserbo                      | Tabt (5-7)                   | Single                       |                              | Lisa Holm                                              | Vundet (3/2)                 |
| 2013                         | 4. august                    | Elitedivisionen Øst          | Asserbo                      | Tabt (5-7)                   | Foursome                     | Nanna Koerstz Madsen         | Karen Fredgaard – Louise Wanning Anderson              | Vundet (6/5)                 |
| 2013                         | 31. august                   | DM semifinale                | Vejle                        | Vundet (7 - 5)               | Single                       |                              | Linette Littau Dürr Holmslykke                         | Vundet (5/4)                 |
| 2013                         | 31. august                   | DM semifinale                | Vejle                        | Vundet (7 - 5)               | Foursome                     | Nanna Koerstz Madsen         | Lise Eliasen – Linette Littau Dürr Holmslykke          | Vundet (3/2)                 |
| 2013                         | 1. september                 | DM finale                    | Odense                       | Vundet (8 - 4)               | Single                       |                              | Mette Buus Beck                                        | Vundet (3/1)                 |
| 2013                         | 1. september                 | DM finale                    | Odense                       | Vundet (8 - 4)               | Foursome                     | Nanna Koerstz Madsen         | Mette Buus Beck – Sara Thye                            | Vundet (3/1)                 |
| 2014                         | 10. maj                      | Elitedivisionen Øst          | Sorø                         | Tabt (5-7)                   | Single                       |                              | Henriette Nielsen                                      | Vundet (8/6)                 |
| 2014                         | 10. maj                      | Elitedivisionen Øst          | Sorø                         | Tabt (5-7)                   | Foursome                     | Nanna Koerstz Madsen         | Elisa Axelsen – Henriette Nielsen                      | Vundet (3/2)                 |
| 2014                         | 11. maj                      | Elitedivisionen Øst          | Hillerød                     | Uafgjort                     | Single                       |                              | Iben Tinning                                           | Vundet (2/1)                 |
| 2014                         | 11. maj                      | Elitedivisionen Øst          | Hillerød                     | Uafgjort                     | Foursome                     | Nanna Koerstz Madsen         | Caroline Depping Christensen – Stine Platou Mikkelsen  | Vundet (6/5)                 |
| 2014                         | 14. juni                     | Elitedivisionen Øst          | Simon´s                      | Tabt (5-7)                   | Single                       |                              | Karen Margrethe Juul                                   | Tabt (2/1)                   |
| 2014                         | 14. juni                     | Elitedivisionen Øst          | Simon´s                      | Tabt (5-7)                   | Foursome                     | Nanna Koerstz Madsen         | Caroline Rasmussen – Dorte Jespersen                   | Vundet (5/3)                 |
| 2014                         | 15. juni                     | Elitedivisionen Øst          | Sorø                         | Vundet (11 - 1)              | Single                       |                              | Henriette Nielsen                                      | Vundet (3/2)                 |
| 2014                         | 15. juni                     | Elitedivisionen Øst          | Sorø                         | Vundet (11 - 1)              | Foursome                     | Nanna Koerstz Madsen         | Elisa Axelsen – Henriette Nielsen                      | Uafgjort                     |
| 2014                         | 9. august                    | Elitedivisionen Øst          | Simon´s                      | Vundet (12 - 0)              | Single                       |                              | Karen Margrethe Juul                                   | Vundet (5/4)                 |
| 2014                         | 9. august                    | Elitedivisionen Øst          | Simon´s                      | Vundet (12 - 0)              | Foursome                     | Nanna Koerstz Madsen         | Caroline Rasmussen – Dorte Jespersen                   | Vundet (3/2)                 |
| 2014                         | 10. august                   | Elitedivisionen Øst          | Hillerød                     | Vundet (8 - 4)               | Single                       |                              | Nicole Broch Larsen                                    | Tabt (5/4)                   |
| 2014                         | 10. august                   | Elitedivisionen Øst          | Hillerød                     | Vundet (8 - 4)               | Foursome                     | Nanna Koerstz Madsen         | Caroline Depping Christensen – Nicole Broch Larsen     | Vundet (2/1)                 |

### Turneringer
Nedenstående skema oplister de turneringer, der tæller med på World Amateur Golf Ranking, dog undtaget professionelle turneringer.
| Turneringer        | Turneringer                                      | Turneringer                   | Turneringer                    | Turneringer                             | Turneringer | Turneringer                                        |
| Dato               | Turnering                                        | Nr.                           | Score                          | Bane                                    | Niveau      | Bemærkning                                         |
| ------------------ | ------------------------------------------------ | ----------------------------- | ------------------------------ | --------------------------------------- | ----------- | -------------------------------------------------- |
| 12-06 - 13-06-2010 | Rudersdal Open                                   | 4                             | +11 (76-73-75=224)             | Furesø Golfklub                         | F           | Juniorturnering                                    |
| 19-06 - 20-06-2010 | Mølleå Open                                      | 1                             | -3 (68-69-73=210)              | Mølleåens Golf Klub                     | E           | Vinder                                             |
| 25-06 - 27-06-2010 | DM i hulspil                                     | 1                             | Hulspil                        | Søllerød Golfklub                       | D           | Yngste vinder i historien                          |
| 03-07 - 04-07-2010 | Vejlematchen                                     | 3                             | +11 (80-74-76=210)             | Vejle Golf Club                         | F           | [ 60 ]                                             |
| 15-07 - 18-07-2010 | Danish International Ladies Amateur Championship | T11                           | +34 (82-83-79-78=322)          | Silkeborg Ry Golf Club                  | C           |                                                    |
| 22-07 - 24-07-2010 | European Young Masters                           | 5                             | +15 (78-78-75=231)             | Royal Balaton Golf Club                 | F           | Juniorturnering                                    |
| 09-08 - 13-08-2010 | British Girls Championship                       | MC                            | Slagspil efterfulgt af hulspil | Royal Belfast                           | B           | Juniorturnering - Elimineret efter slagspil        |
| 21-08 - 22-08-2010 | Royal Tour Damer III                             | 1                             | +9 (74-74-74=222)              | Golfclub Storådalen                     | D           | Vinder                                             |
| 25-08 - 28-08-2010 | Belgian International Juniors                    | T8                            | +15 (78-79-73-74=303)          | Royal Golf Club of Belgium - Ravenstein | C           | Juniorturnering                                    |
| 23-09 - 25-09-2010 | European Ladies Club Trophy                      | 4                             | +1 (75-70=145)                 | Corfu Golf Club                         | D           | Europæisk klubmesterskab                           |
| 21-12 - 23-12-2010 | Doral Publix Junior 14-15                        | 5                             | +3 (71-73-75=219)              | The First Tee Miami, Florida            | D           | Juniorturnering                                    |
| 27-12 - 30-12-2010 | Junior Orange Bowl - Girls                       | 16                            | +29 (79-79-76–75=219)          | Coral Gables, Florida                   | B           | Juniorturnering                                    |
| 21-04 - 25-04-2011 | Internationaux de France Juniors Filles          | MC                            | +10 (78-76=154)                | Saint Cloud                             | B           | Juniorturnering                                    |
| 07-05 - 08-05-2011 | Royal Tour Damer I                               | T7                            | +25 (83-78-80=241)             | Løgstør                                 | E           | [ 66 ]                                             |
| 03-06 - 05-06-2011 | German Girls Open                                | T11                           | +8 (79-70-75=224)              | St Leon-Rot                             | C           | Juniorturnering                                    |
| 11-06 - 12-06-2011 | Rudersdal Open                                   | 4                             | +7 (74-74-72=220)              | Furesø                                  | E           | Juniorturnering                                    |
| 05-07 - 09-07-2011 | European Girls Team Stroke Play                  | 9 (T9 individuelt)            | +1 (73-72=220)                 | IS Molas                                | B           | Juniorholdturnering                                |
| 14-07 - 17-07-2011 | Danish International Ladies Amateur Championship | T4                            | +15 (77-75-73-78=303)          | Silkeborg Ry Golf Club                  | C           |                                                    |
| 20-07 - 23-07-2011 | European Ladies Amateur Championship             | T35                           | +25 (75-82-78-78=313)          | Noordwijkse                             | A           | [ 70 ]                                             |
| 29-07 - 31-07-2011 | DM i slagspil                                    | 4                             | +2 (74-75-73-68=290)           | Aarhus Aadal Golf Club                  | C           | [ 71 ]                                             |
| 08-08 - 12-08-2011 | British Girls Championship                       | T9                            | Slagspil efterfulgt af hulspil | Gullane No 1                            | B           | Juniorturnering - Elimineret i 1/8-finalen         |
| 20-08 - 21-08-2011 | Royal Tour Damer III                             | 8                             | +12 (75-74-73=222)             | Hillerød Golfklub                       | D           | [ 73 ]                                             |
| 24-08 - 27-08-2011 | Belgian International Juniors                    | T6 (Individuelt) – 1 (Hold)   | +6 (75-75=150)                 | Royal Golf Club of Belgium              | C           | Juniorturnering – Individuelt og hold              |
| 21-12 - 23-12-2011 | Doral Publix Junior 14-15                        | 1                             | -6 (75-67-68=210)              | The First Tee Miami, Florida            | E           | Vinder - Juniorturnering                           |
| 27-12 - 30-12-2011 | Junior Orange Bowl - Girls                       | 5                             | +3 (71-74-70–72=219)           | Coral Gables, Florida                   | B           | Juniorturnering                                    |
| 29-02 - 04-03-2012 | Spanish Ladies Amateur                           | T17                           | Slagspil efterfulgt af hulspil | El Valle                                | B           | Elimineret i 1/16-finalen                          |
| 21-03 - 24-03-2012 | European Nations Cup Individual                  | T14 (Individuelt) – T3 (Hold) | +22 (81-77-78–74=310)          | RCG Sotogrande                          | B           | [ 79 ]                                             |
| 05-04 - 09-04-2012 | Internationaux De France Juniors                 | T17                           | Slagspil efterfulgt af hulspil | St Cloud                                | B           | Juniorturnering - Elimineret i 1/16-finalen        |
| 12-05 - 13-05-2012 | DGU Elite Tour damer I                           | 3                             | +6 (81-73-68=222)              | Frederikssund Golfklub                  | D           | [ 81 ]                                             |
| 19-05 - 20-05-2012 | Furesøpokalen                                    | 1                             | +5 (72-72-74=218)              | Furesø Golfklub                         | D           | Vinder                                             |
| 26-05 - 27-05-2012 | Team Rudersdal Ladies Open                       | T2                            | +5 (68-77-73=218)              | Furesø Golfklub                         | D           | Juniorturnering                                    |
| 01-06 - 03-06-2012 | German Girls Open                                | 7                             | -4 (68-70-74=212)              | St Leon-Rot                             | C           | Juniorturnering                                    |
| 09-06 - 10-06-2012 | DGU Elite Tour damer II                          | 4                             | +14 (77-76-77=230)             | Søhøjlandets Golf Resort                | C           | [ 85 ]                                             |
| 16-06 - 17-06-2012 | Vejlematchen                                     | 4                             | +5 (74-74-76=224)              | Vejle Golf Club                         | E           | [ 86 ]                                             |
| 29-06 - 01-07-2012 | DM i hulspil                                     | T5                            | Hulspil                        | Rungsted Golf Klub                      | C           | Elimineret i kvartfinale                           |
| 10-07 - 14-07-2012 | German Girls Open                                | T12 (Individuelt) – 3 (Hold)  | -2 (72-70=142)                 | St Leon-Rot                             | A           | Juniorturnering                                    |
| 20-07 - 22-07-2012 | Danish International Ladies Amateur Championship | 2                             | +18 (82-72-74-78=306)          | Silkeborg Ry Golf Club                  | C           | [ 89 ]                                             |
| 26-07 - 28-07-2012 | European Young Masters                           | T30                           | +12 (78-75-75=228)             | Royal Balaton Golf Club                 | D           | Juniorturnering                                    |
| 07-08 - 09-08-2012 | Harder German Junior Girls                       | T3                            | -3 (72-74-67=213)              | Heddesheim                              | C           | Juniorturnering                                    |
| 28-08 - 19-08-2012 | DGU Elite Tour damer III                         | 1                             | -3 (69-66-69=204)              | Haderslev Golfklub                      | E           | Vinder                                             |
| 07-09 - 09-09-2012 | DM i slagspil                                    | 5                             | +23 (82-77-77-75=311)          | Lübker Golf Club                        | C           | [ 93 ]                                             |
| 24-09 - 25-09-2012 | Junior Ryder Cup                                 | Tabt                          | 2 vundne - 1 tabt              | Olympia Fields CC, Illinois             | B           | Juniorholdturnering – Spillede alle 3 mulige kampe |
| 21-12 - 23-12-2012 | Doral Publix Junior 16-18                        | 1                             | -1 (74-70-71=215)              | Doral Resort, Florida                   | C           | Vinder – Juniorturnering                           |
| 27-12 - 30-12-2012 | Junior Orange Bowl - Girls                       | T4                            | +7 (75-75-73-68=291)           | Coral Gables, Florida                   | B           | Juniorturnering                                    |
| 18-01 - 21-01-2013 | ANNIKA Invitational                              | T2                            | -7 (70-71-68=209)              | Reunion Resort, Florida                 | A           | Juniorturnering                                    |
| 27-02 - 03-03-2013 | Spanish Ladies Amateur                           | 1                             | Slagspil efterfulgt af hulspil | Pula Golf                               | A           | Vinder                                             |
| 28-03 - 01-04-2013 | Internationaux de France Juniors Filles          | T9                            | Slagspil efterfulgt af hulspil | Saint Cloud                             | A           | Juniorturnering - Elimineret i 1/8-finale          |
| 11-05 - 12-05-2013 | DGU Elite Tour damer I                           | T2                            | -11 (68-66-71=205)             | Asserbo Golf Club                       | C           | [ 100 ]                                            |
| 31-05 - 02-06-2013 | Danish International Ladies Amateur Championship | 4                             | +12 (74-76-72-78=300)          | Silkeborg Ry Golf Club                  | C           | [ 101 ]                                            |
| 07-06 - 09-06-2013 | German Girls Open                                | 1                             | -14 (67-65-70=202)             | St Leon-Rot                             | B           | Vinder - Juniorturnering                           |
| 11-06 - 15-06-2013 | Ladies' British Open Amateur Championship        | T33                           | Slagspil efterfulgt af hulspil | Machynys Peninsula G&CC                 | A           | Elimineret i 1/32-finalen                          |
| 28-06 - 29-06-2013 | Vagliano Trophy                                  | Vundet                        | 2 vundne - 1 tabt              | Chantilly Golf Club                     | B           | Holdturnering - Spillede 3 af 4 mulige kampe       |
| 09-07 - 13-07-2013 | European Amateur Team Championship               | 5                             | Slagspil efterfulgt af hulspil | Fulford Golf Club                       | A           | Holdturnering                                      |
| 24-07 - 27-07-2013 | International European Amateur                   | 1                             | -8 (67-73-64-72=276)           | Aura Golf, Turku                        | A           | Vinder                                             |
| 12-08 - 14-08-2013 | PING Junior Solheim Cup                          | Tabt                          | 1 vunden - 2 uafgjorte         | The Inverness Golf Club, Colorado       | A           | Holdturnering - Spillede alle 3 mulige kampe       |
| 06-09 - 08-09-2013 | DM i slagspil                                    | T2                            | +3 (71-70-78=219)              | Lyngbygård Golf Club                    | D           | [ 108 ]                                            |
| 21-09 - 22-09-2013 | DGU Elite Tour Damer Finale                      | 1                             | -5 (65-71-72=208)              | Henne Golfklub                          | D           | Vinder                                             |
| 26-09 - 28-09-2013 | European Ladies Club Trophy                      | 1                             | -8 (68-67-70=205)              | St Sofia GC & Spa                       | C           | Vinder - Europæisk klubmesterskab                  |
| 21-12 - 23-12-2013 | Doral Publix Junior 16-18                        | 1                             | -8 (70-69-69=208)              | Doral Resort, Florida                   | C           | Vinder – Juniorturnering                           |
| 27-12 - 30-12-2013 | Junior Orange Bowl - Girls                       | T6                            | +3 (73-73-73-72=291)           | Coral Gables, Florida                   | B           | Juniorturnering                                    |
| 26-02 - 02-03-2014 | Spanish Ladies Amateur                           | T17                           | Slagspil efterfulgt af hulspil | El Saler                                | A           | Elimineret efter 1/16-finalen                      |
| 05-03 - 08-03-2014 | European Nations Cup Individual                  | 20                            | +28 (80-78-82–76=316)          | RCG Sotogrande                          | A           | [ 114 ]                                            |
| 17-04 - 21-04-2014 | Internationaux de France Juniors Filles          | MC                            | Slagspil efterfulgt af hulspil | Saint Cloud                             | A           | Juniorturnering - Elimineret efter slagspil        |
| 03-05 - 04-05-2014 | Welsh Ladies Open Stroke Play Championship       | T3                            | -7 (72-71-75=218)              | Prestatyn Golf Club                     | B           | [ 116 ]                                            |
| 31-05 - 01-06-2014 | DGU Elite Tour damer II                          | 2                             | +8 (76-77-68=221)              | Storådale Golf Club                     | C           | [ 117 ]                                            |
| 06-06 - 08-06-2014 | German Girls Open                                | T2                            | -9 (66-69-72=207)              | St Leon-Rot                             | B           | Juniorturnering                                    |
| 24-06 - 28-06-2014 | Ladies' British Open Amateur Championship        | 1                             | Slagspil efterfulgt af hulspil | The Royal St Georges Golf Club          | Elite       | Vinder                                             |
| 02-07 - 05-07-2014 | Danish International Ladies Amateur Championship | 4                             | +9 (72-72-75-74=293)           | Silkeborg Ry Golf Club                  | B           | [ 120 ]                                            |
| 23-07 - 26-07-2014 | European Ladies Amateur Championship             | T14                           | +1 (70-70-75-74=259)           | Estonian G&CC                           | Elite       | [ 121 ]                                            |
| 19-08 - 21-08-2014 | Youth Olympic Games - Nanjing                    | 6                             | -1 (75-73-67=215)              | Zhongshan International GC              | B           | [ 122 ]                                            |
| 03-09 - 06-09-2014 | Espirito Santo Trophy                            | T17                           | -2 (75-67-69-70=281)           | Karuizawa                               | Elite       | [ 123 ]                                            |
| 22-09 - 23-09-2014 | Junior Ryder Cup                                 | Tabt                          | 2 vundne - 1 tabt              | Blairgowrie                             | B           | Juniorholdturnering – Spillede alle 3 mulige kampe |

### Professionelle turneringer
Pedersen kvalificerede sig både resultatmæssigt og gennem invitationer til at deltage i professionelle turneringer allerede fra 2011 som amatør.
Nedenstående skema oplister de professionelle turneringer, som Pedersen deltog i som amatør.
| Dato               | Turnering                     | Nr. | Score                | Bane                          | Tour                               | Bemærkning                   |
| ------------------ | ----------------------------- | --- | -------------------- | ----------------------------- | ---------------------------------- | ---------------------------- |
| 12-05 - 14-05-2011 | Höganäs Masters               | T27 | +20 (75-79-76=230)   | Mölle Golfklubb               | Nordea                             | Tredje bedste amatør         |
| 12-05 - 14-05-2011 | Helsingborg Open              | T11 | +12 (76-78-74=228)   | Vasatorps                     | Nordea                             | Fjerde bedste amatør         |
| 16-05 - 18-05-2013 | Kristianstad Åhus Ladies Open | T16 | +10 (72-76-79=226)   | Kristianstad                  | Ladies European Tour Access Series | Delt anden bedste amatør     |
| 18-07 - 21-07-2013 | Open de Espana                | T52 | +4 (70-76-70-76=292) | Club de Campo Villa de Madrid | Ladies European Tour               | Bedste amatør                |
| 15-05 - 17-05-2014 | Kristianstad Åhus Ladies Open | 2   | -1 (73-72-70=225)    | Kristianstad                  | Ladies European Tour Access Series | Bedste amatør                |
| 10-07 - 13-07-2014 | Ricoh Women's British Open    | MC  | +16 (82-78=160)      | Royal Birkdale Golf Club      | Ladies European Tour               | Major - Anden bedste amatør  |
| 11-09 - 14-09-2014 | The Evian Championship        | T47 | +7 (69-74-74-74=291) | Evian Golf Club               | Ladies European Tour               | Major - Tredje bedste amatør |

### Kvalifikation til professionel
På baggrund af sine flotte resultater, som amatør, i 2014 sæsonen var Emily Kristine Pedersen direkte kvalificeret til at kunne deltage i den endelige kvalifikationsrunde med henblik på optagelse på 2015 Ladies European Tour. Kvalifikationsturneringen foregik i perioden 17. – 21. december 2014 ved Samanah al Maaden Golf Club i Marokko.
Pedersen valgte at deltage i kvalifikationen som amatør, da reglerne foreskrev, at man kunne beholde sin status som amatør, såfremt man ikke opnåede kvalifikation til Ladies European Tour.
På den første turneringsdag spillede Pedersen på Samanah banen og gik runden i 2 slag over par i 74 slag. Dette rakte til en delt 54. plads ud af de 120 deltagende spillere, hvilket lige nøjagtig var på den rette side af cut-grænsen, der gik ved 60 spillere. Hun fulgte hæderligt op på andendagen på Al Maaden banen med 1 slag under par i 71 slag og samlet 1 over par. Dette rakte til en delt 27. plads, hvilket netop var indenfor de 30 bedste, der sikrede sig det fulde medlemskab af 2015 Ladies European Tour. På tredjedagen var det tilbage på Samanah banen og Emily Kristine Pedersen fik endnu engang forbedret sig og gik runden i 3 slag under par i 69 slag og samlet 2 slag under par, hvilket var en delt 12. plads. Fjerde og sidste dag før cuttet blev endnu en solid dag for Pedersen på Al Maaden. Hun spillede sig gennem runden og endte med 1 slag under bar i 71 slag. Dette sendte hende på 3 slag under par totalt og en delt 14. plads. Dermed var medlemskabet på 2015 Ladies European Tour sikret, og den sidste dag skulle kun vise, om hun kunne komme i top 30, hvilket ville give en bedre kategori for medlemskabet.
Sidste runde foregik på Samanah banen, hvor Pedersen leverede en runde 7 slag under par i 65 slag. Samlet blev det til 10 slag under par for turneringen. Dette resultat bragte hende helt op på en fjerdeplads, hvorfor hun kunne tildeles 2015 Ladies European Tour medlemskabet i kategori 8a, der betød fuldt medlemskab.

## Professionel karriere
Den 2. januar 2015 meddelte Pedersen, at hun blev professionel golfspiller. Beslutningen var ikke let, da hun kun var 18 år og stadig gik i gymnasiet. Men kvalifikationen til 2015 Ladies European Tour trak alligevel så meget, at beslutningen blev at blive professionel inden starten af 2015-sæsonen. Pedersen ville dog stadig gøre sit gymnasium færdigt, hvorfor hun udskød debuten til marts 2015.
I sin første sæson nåede hun to andenpladser, inden hun vandt Hero Women's Indian Open på Ladies European Tour, og med disse fine resultater blev hun udnævnt til 'Rookie of the Year'.
På den baggrund var de følgende sæsoner ret skuffende, men i 2020 skete der for alvor noget i Pedersens karriere. Efter en coronapause i turneringsforløbet nåede hun i omspil om sejren i Ladies Scottish Open, hvor hun dog måtte nøjes med en delt andenplads. Nogle uger senere vandt hun karrierens anden professionelle sejr, da hun med et forspring på fire slag vandt i Czech Open. I november lykkedes det hende at vinde tre turneringer i træk: Aramco Saudi Ladies International (efter playoff), Saudi Ladies Team International (med to slag) og Open de España Femenino (med fire slag). Allerede efter de to sejre i Saudi-Arabien havde hun sikret sig den samlede sejr på Ladies European Tour som den anden dansker siden Iben Tinning i 2005. Samtidig tangerede hun en rekord på kvindernes europatour ved at vinde tre turneringsejre i træk, som senest blev opnået af den franske spiller Marie-Laure de Lorenzi i 1989. I 2020-sæsonen havde hun suverænt højeste antal eagles og birdies på europatouren blandt alle deltagere. Efter sejren i Andalusien havde Emily Kristine Pedersen vundet samlet over 810.000 euro i karrieren.

## Udmærkelser
- Bella prisen 2012[146]. Uddeles hvert år af Dansk Golf Union. Årets uddeling var motiveret med at Emily Kristine Pedersen havde vundet DGU´s juniorrangliste og hun blev nummer to på Titleist-ranglisten for damer.
- Den gyldne golfbold 2013[147]. Uddeles hvert år af Nykredit og Sportsjournalisternes Golf Klub til den golfspiller, som har skabt det største danske resultat i det forgangne år.
- Nr. 4 i afstemningen om Årets Fund 2013[148]. Uddeles af hvert år af Danmarks Idrætsforbund, Team Danmark og Politiken efter indstilling fra 28 specialforbund.
- Årets danske kvindelige golftalent 2014[149]. Uddeles hvert år af Golf Klub Danmark til danske golftalenter, som det forgangne år har vist flotte resultater på golfbanen. Prisen blev delt med Nanna Koerstz Madsen.